# Kathleen Hughes
Kathleen Hughes, pseudonimo di Elizabeth Margaret von Gerkan (Hollywood, 14 novembre 1928 – 19 maggio 2025), è stata un'attrice statunitense di teatro, cinema e televisione.

## Biografia
Nata con il nome di Elizabeth Margaret von Gerkan divenne attrice per due motivi. Dopo aver visto un film con Donald O'Connor ebbe l'idea che "recitare era divertente." inoltre suo zio, Frederick Hugh Herbert, fu un autore teatrale che scrisse Kiss and Tell e The Moon is Blue.
Venne scoperta in un piccolo teatro nel 1948 e firmò un contratto settennale con la 20th Century Fox, con la quale realizzò quattordici film. Recitò in cinque film della Universal Studios, compreso il film culto Destinazione... Terra! (1953). Recitò con Edward G. Robinson e con Rock Hudson tra gli altri.
Dal 1956 recitò in alcune serie televisiva tra cui episodi di Alfred Hitchcock presenta (1956–1957), Telephone Time (1956), The Bob Cummings Show (1958), The Adventures of Ozzie and Harriet, Indirizzo permanente (1959), Hotel de Paree (1959), Tightrope (1959), General Electric Theater (1960–1962), The Tall Man (1961), Bachelor Father (1962), Gomer Pyle, U.S.M.C. (1965), e Strega per amore (1967).
Nel 1962, Hughes interpretò il ruolo della vittima di omicidio Lita Krail nella sesta stagione di Perry Mason, dal titolo The Case of the Double-Entry Mind. Interpretò il ruolo ricorrente della signora Coburn nella serie La signora e il fantasma. Apparve anche in M*A*S*H nel ruolo di Lorraine Blake.
In teatro recitò in Seven Year Itch.
Il 25 luglio 1954 sposò Stanley Rubin, il produttore di Bracken's World. Ebbero una figlia e tre figli. Il matrimonio durò 59 anni, fino alla morte di Rubin nel 2014.

## Filmografia parziale

### Cinema
- L'adorabile intrusa (Mother Is a Freshman), regia di Lloyd Bacon (1949)
- Il signor Belvedere va in collegio (Mr. Belvedere Goes to College), regia di Elliott Nugent (1949)
- Quando torna primavera (It Happens Every Spring), regia di Lloyd Bacon (1949)
- Sui marciapiedi (Where the Sidewalk Ends), regia di Otto Preminger (1950)
- L'imprendibile signor 880 (Mister 880), regia di Edmund Goulding (1950)
- I'll Get By, regia di Richard Sale (1950)
- Take Care of My Little Girl, regia di Jean Negulesco (1951)
- I'll See You in My Dreams, regia di Michael Curtiz (1951)
- For Men Only, regia di Paul Henreid (1952)
- Sally e i parenti picchiatelli (Sally and Saint Anne), regia di Rudolph Maté (1952)
- Destinazione... Terra! (It Came from Outer Space), regia di Jack Arnold (1953)
- La spada di Damasco (The Golden Blade), regia di Nathan Juran (1953)
- The Neighbour's Wife, regia di Hugo Haas (1953)
- Delitto alla televisione (The Glass Web), regia di Jack Arnold (1953)
- Alba di fuoco (Dawn at Socorro), regia di George Sherman (1954)
- Il culto del cobra (Cult of the Cobra), regia di Francis D. Lyon (1955)
- Fascino e perfidia (|Three Bad Sisters), regia di Gilbert Kay (1956)
- Unwed Mother, regia di Walter Doniger (1958)
- Spogliarello per una vedova (|Promise Her Anything), regia di Arthur Hiller (1966)
- La folle impresa del dottor Schaefer (The President's Analyst), regia di Theodore J. Flicker (1967)
- Una nuova vita per Liz (The Late Liz), regia di Dick Ross (1971)
- Un marito per Tillie (Pete 'n' Tillie), regia di Martin Ritt (1972)
- Una medaglia per il più corrotto (The Take), regia di Robert Hartford-Davis (1974)
- Revenge - Vendetta (Revenge), regia di Tony Scott (1990)
- Welcome to Hollywood, regia di Tony Markes, Adam Rafkin (1998)

### Televisione
- Telephone Time – serie TV, episodio 1x09 (1956)
- Alfred Hitchcock presenta (Alfred Hitchcock Presents) – serie TV, episodi 2x11-2x29 (1956-1957)
- Indirizzo permanente (77 Sunset Strip) – serie TV, episodio 1x16 (1959)
- Tightrope – serie TV, episodio 1x23 (1960)
- General Electric Theater – serie TV, episodi 9x02-9x29-10x30 (1960-1962)
- Ispettore Dante (Dante) – serie TV, episodio 1x19 (1961)
- Perry Mason – serie TV, episodio 6x04 (1962)